# Arceuthobium douglasii
Arceuthobium douglasii é uma espécie de visco anão. É nativa do oeste da América do Norte, da Colúmbia Britânica ao Texas e Califórnia, onde vive na floresta como um parasita. É encontrada principalmente em Pseudotsuga menziesii, mas ocasionalmente em abetos (Abies spp.) também.